# Жлебець-Горицький
Жлебець-Горицький (хорв. Žlebec Gorički) — населений пункт у Хорватії, у Загребській жупанії у складі громади Марія-Гориця.

## Населення
Населення за даними перепису 2011 року становило 67 осіб.
Динаміка чисельності населення поселення:

## Клімат
Середня річна температура становить 10,24 °C, середня максимальна – 24,29 °C, а середня мінімальна – -6,30 °C. Середня річна кількість опадів – 997 мм.
| Клімат поселення                              | Клімат поселення | Клімат поселення | Клімат поселення | Клімат поселення | Клімат поселення | Клімат поселення | Клімат поселення | Клімат поселення | Клімат поселення | Клімат поселення | Клімат поселення | Клімат поселення | Клімат поселення |
| Показник                                      | Січ.             | Лют.             | Бер.             | Квіт.            | Трав.            | Черв.            | Лип.             | Серп.            | Вер.             | Жовт.            | Лист.            | Груд.            |                  |
| Середній максимум, °C                         | 5,66             | 7,74             | 12,06            | 16,46            | 21,25            | 24,29            | 23,53            | 22,94            | 18,97            | 14,16            | 8,16             | 4,60             |                  |
| Середня температура, °C                       | −0,33            | 1,77             | 6,10             | 10,47            | 15,28            | 18,32            | 20,00            | 19,40            | 15,44            | 10,62            | 4,62             | 1,09             |                  |
| Середній мінімум, °C                          | −6,3             | −4,22            | 0,12             | 4,51             | 9,31             | 12,34            | 16,49            | 15,90            | 11,92            | 7,10             | 1,10             | −2,44            |                  |
| Норма опадів, мм                              | 52               | 52               | 68               | 73               | 84               | 112              | 93               | 95               | 100              | 98               | 98               | 72               |                  |
| Середньомісячна швидкість вітру, м/с          | 1.60             | 1.80             | 2.20             | 2.10             | 2.00             | 1.80             | 1.72             | 1.60             | 1.54             | 1.60             | 1.70             | 1.69             |                  |
| Середньомісячна сонячна радіація, кДж/м²·день | 4091             | 6823             | 10404            | 14774            | 18916            | 20733            | 21592            | 18832            | 13899            | 8552             | 4513             | 3287             |                  |
| --------------------------------------------- | ---------------- | ---------------- | ---------------- | ---------------- | ---------------- | ---------------- | ---------------- | ---------------- | ---------------- | ---------------- | ---------------- | ---------------- | ---------------- |
| Джерело:                                      |                  |                  |                  |                  |                  |                  |                  |                  |                  |                  |                  |                  |                  |